# Matrimonio igualitario en India
El matrimonio igualitario en India no es legal, es decir que no existe reconocimiento legal de parejas del mismo sexo bajo la ley india. Los actos homosexuales entre adultos, por mutuo consentimiento y dentro del ámbito privado, fueron despenalizados en 2018, dando la posibilidad a algún tipo de reconocimiento de uniones del mismo sexo dentro del ámbito civil. 
Aunque en distintas diversidades religiosas en el país, hay diferentes opiniones como en el  hinduismo, donde la homosexualidad es respetada y venerada a la vez y otro el cuerpo superior religioso sij, el Akal Takht, estos que han emitido un edicto condenando el matrimonio entre personas del mismo sexo y ha instado a los sijs que viven en el extranjero, sobre todo en países donde el matrimonio homosexual es legal. La propuesta fue de no apoyar o permitir matrimonios gais en gurdwaras. En 2005, dos mujeres de Hyderabad le pidieron al Darul Qaza, una corte islámica, un fatwa que las autorizara a contraer matrimonio, pero se les denegó el permiso con una reprimenda del jefe cadí.
Ninguno de los principales grupos cristianos permiten el matrimonio entre personas del mismo sexo.
Sin embargo, desde 1987 cuando los medios de comunicación nacional sacaron a la luz la historia de dos hombres policías que habían contraído matrimonio mediante rituales hindúes en India Central, la prensa ha informado de muchos casamientos entre personas homosexuales, alrededor de todo el país, mayormente entre mujeres jóvenes de clase media baja en pequeños pueblos o en áreas rurales, las cuales no tienen contacto con ningún movimiento gay. La reacción de la familia va desde el apoyo, desaprobación y hasta en violentas persecuciones. Mientras que la policía generalmente, acosa a esas parejas, las cortes indias han defendido de manera uniforme a estas parejas, en derecho, como adultos, a vivir con quien quiera que ellos deseen.
Durante una reciente visita del ex primer ministro canadiense Paul Martin, el primer ministro indio Manmohan Singh recibió una pregunta de un periodista acerca de cuál era su opinión sobre la reciente aprobación de matrimonios homosexuales en Canadá. Su respuesta fue «allí no existiría mucha comprensión acerca de las leyes como las hay en India», para luego desviar el tema cuando comenzó a hablar de que las sociedades de ambos países eran culturalmente muy distintas.
Pese a las controversias de las sociedades conservadoras en el país, pues ha habido matrimonios entre personas de alto perfil como famosas celebridades; así como por ejemplo la unión civil del diseñador Wendell Rodericks con su socio francés, llevado a cabo bajo la legislación francesa en Goa (India).
Muchas organizaciones de apoyo a los derechos LGBT han reclamado el derecho al matrimonio homosexual y recientemente, varios programas de televisión de la India, inspirados por las noticias procedentes de Occidente, como la unión civil de Elton John y por reportes de parejas homosexuales indias que han contraído matrimonio perseguidos por las familias de los implicados y por la policía, han abierto el debate sobre el tema nuevamente.
La India como una República federal, dependiendo al criterio de sus estados administrativos, en un futuro podría legalizarse este tipo de uniones entre el matrimonio o la unión civil, ya sea nivel regional o nacional.
En 2005, dos ciudadanas suecas lesbianas contrajeron matrimonio en la India, mediante un ritual regligioso hinduista. También una pareja homosexual ha logrado casarse en este país. Chunmun Kumar y Simran, quienes hace unos años atrás contrajeron matrimonio mediante un ritual hindú y posteriormente lo inscribieron en el registro de su estado, Uttar Pradesh.
A pesar de que la homosexualidad es respetada y a la vez divinizada por un grupo de hinduistas, el matrimonio por lo tanto no podrá darse. Luego que nuevamente fuera penalizada en 2013 por el parlamento indio, por solicitud de algunos grupos religiosos conservadores. Aunque el gobierno actual hace esfuerzos de revisar esta ley, para que nuevamente sea legalizada la homosexualidad en este país.